# Michel Dancoisne-Martineau
Pour les articles homonymes, voir Martineau.
Michel Dancoisne-Martineau, né le 5 décembre 1965 à Voyennes, est le conservateur des domaines français de Sainte-Hélène, ainsi que le consul honoraire de l'île.

## Biographie
Né Michel Dancoisne, il fait des études dans un lycée d'Amiens où, fasciné par une biographie de Lord Byron, il cherche à correspondre avec l'auteur Gilbert Martineau, le précédent conservateur des domaines, lequel l'invite à effectuer un premier séjour sur l'île de Sainte-Hélène. Après une brève tentative d'études supérieures à Besançon, Michel Dancoisne est adopté par Gilbert Martineau et finit par s'installer définitivement sur l'île.
En 1987, Michel Dancoisne-Martineau est devenu à son tour le conservateur du domaine. Depuis, Il mène à bien (notamment) la restauration de Longwood House en récupérant tous les meubles, ainsi que celle du pavillon des Briars.
Entre 2013 et 2016, il est le conservateur de l'exposition Napoléon à Sainte-Hélène au musée des Invalides.

## Publications
Il est également l'auteur de plusieurs livres :
- Chroniques de Sainte-Hélène, Atlantique Sud, Perrin, 2011, 349 p. (ISBN 978-2-2620-3415-3) (chroniques de l'exil de Napoléon).
- Je suis le gardien du tombeau vide, Flammarion, 2017, 416 p. (ISBN 978-2-0813-9527-5) (autobiographie).
- Le dernier Napoléon 1819-1821, Passés / Composés, 2025, 336 p.  (ISBN 979-1-0404-0288-6)